# 2438 Oleshko
2438 Oleshko је астероид главног астероидног појаса са средњом удаљеношћу од Сунца која износи 2,243 астрономских јединица (АЈ).
Апсолутна магнитуда астероида је 12,9.